# Seweryn Gancarczyk
Seweryn Gancarczyk (Dębica, Polonia, 22 de noviembre de 1981) es un futbolista polaco que juega de defensa en el Rozwój Katowice de la II Liga de Polonia.

## Selección nacional
Ha sido internacional con la Selección de fútbol de Polonia, ha jugado 7 partidos internacionales.
| Mundial                        | Sede     | Resultado    |
| ------------------------------ | -------- | ------------ |
| Copa Mundial de Fútbol de 2006 | Alemania | Primera fase |

## Clubes
| Club            | País    | Año       |
| --------------- | ------- | --------- |
| Arsenal Kiev    | Ucrania | 2003-2004 |
| Volyn Lutsk     | Ucrania | 2004-2005 |
| Arsenal Kiev    | Ucrania | 2005      |
| Metalist Járkov | Ucrania | 2005-2009 |
| Lech Poznań     | Polonia | 2009-2011 |
| ŁKS Łódź        | Polonia | 2012      |
| Górnik Zabrze   | Polonia | 2012-2015 |
| GKS Tychy       | Polonia | 2015-2017 |
| Rozwój Katowice | Polonia | 2018-     |